# 凯莉·赫尔利
凯莉·赫尔利（英語：Kelley Hurley，1988年4月4日—）生于德克萨斯州休斯敦，是一名美国女子击剑运动员，主攻重剑。她的父亲Bob和母亲Tracy都曾从事击剑运动，她也和妹妹考特妮受父母的影响开始练习击剑。凯莉和考特妮都在圣安东尼奥的高中就读，且都在高中毕业后选择就读聖母大學，并加入该校击剑队。凯莉后来在得克萨斯大学休斯顿健康科学中心修读公共卫生专业。凯莉曾代表国家参加2008年、2012年、2016年和2020年四届奥运，其中2012年伦敦奥运获得女子团体重剑铜牌。